# 維新里 (堡里)
維新里，是台灣南部自明鄭時期至日治初期的一個行政區劃，其範圍即今高雄市的路竹區中南部、岡山區西北部及永安區中東部。
維新里北邊為文賢里、長治二圖里、長治一圖里，東邊為嘉祥外里、仁壽下里，南邊及西邊為仁壽上里。

## 管轄街庄
維新里共轄10個庄：
- 今路竹區境內：下社庄、大社庄、半路竹庄、鴨母藔庄、北嶺墘庄、三爺埤庄
- 今岡山區境內：灣仔內庄、本洲庄
- 今永安區境內：烏樹林庄、竹仔港庄

其中竹仔港庄在戰後以維新為村名（今維新里）。